# Râul Voar
Râul Voar este un curs de apă, afluent al râului Hârtibaciu. 